# Valentina Visconti
Valentina Visconti (Milà 1366 - Blois 1408), va ser infanta de Milà i duquessa consort d'Orleans i Valois (1392-1407).
Nasqué el 1368 sent filla del Joan I Visconti i Isabel de Valois. Era neta per línia paterna de Galeazzo II Visconti i Blanca de Savoia, i per línia materna del rei Joan II de França i Bonna de Luxemburg. Valentina Visconti morí el 4 de desembre de 1408

## Núpcies i descendents
Es casà el 17 d'agost de 1389 al castell de Melun amb el duc Lluís I d'Orleans, fill del rei Carles V de França i Joana de Borbó. D'aquesta unió nasqueren:
- una filla (1390)
- Lluís de Valois (1391-1395)
- un fill (1392)
- Joan Felip de Valois (1393)

- Carles I d'Orleans (1394–1465), duc d'Orleans i pare de Lluís XII de França

- Felip de Valois (1396-1420), comte de Vertus
- Joan d'Angulema (1400-1467), comte d'Angulema i avi del futur rei Francesc I de França
- Maria de Valois (1401)
- Margarida de Valois (1406-1466), comtessa de Vertus, casada el 1423 Ricard de Bretanya, comte d'Etampes